# شاهزاده هاینریش سیزدهم
هاینریش رویس سیزدهم (زادهٔ ۴ دسامبر ۱۹۵۱؛ آلمانی: Heinrich XIII. Prinz Reuß)یک شاهزاده، تاجر و فعال راست افراطی و سلطنت طلب آلمانی است. رویس که از طرفداران جنبش رایشبورگر و نظریه‌های توطئه یهودستیزانه بود، در دسامبر ۲۰۲۲ توسط پلیس فدرال آلمان به اتهام رهبری و نقش در توطئه کودتای ۲۰۲۲ آلمان دستگیر شد.

## زندگی‌نامه

### زندگی شخصی و اصل و نسب
او در بودینگن در ۴ دسامبر ۱۹۵۱ در خانواده شاهزاده هاینریش اول کوستریتز و دوشس ویزلاوا فئودورا از مکلنبورگ به دنیا آمد. پدر و مادر رویس، مانند تمام اشراف آلمانی، در سال ۱۹۱۹ با تصویب قانون اساسی وایمار، که هر گونه امتیاز و عنوانی را که قبلاً برای اشراف وجود داشت، لغو کرد، شهروند خصوصی شده بودند.

## دخالت در توطئه کودتای ۲۰۲۲ آلمان
در ۷ دسامبر ۲۰۲۲، رویس در خانه‌اش در منطقه وستند فرانکفورت در جریان یورش گسترده توطئه‌گران راست افراطی که قصد کودتا را داشتند، دستگیر شد. به گفته پلیس، توطئه‌گران کودتا که شامل بیرگیت مالساک-وینکمان، عضو سابق بوندستاگ می‌شد، از طرفداران جنبش رایشبورگر بودند که قصد داشتند که رویس ۷۱ ساله را به عنوان رئیس دولت منصوب کنند.بنا بر ادعاها، کلبه شکار در تورینگن، محل انبارهای سلاح و جلساتی در مورد این توطئه بوده‌است.
گزارش شده‌است که این شبکه از طریق سرکنسولگری در لایپزیگ با دولت روسیه تماس گرفته‌اند، احتمالاً برای کمک در کودتا. ظاهراً توطئه‌گران قصد همکاری با روسیه را داشتند، اما به گفته دفتر دادستانی فدرال آلمان، هیچ چیزی وجود نداشت که نشان دهد روس‌ها «به درخواست او واکنش مثبت نشان دادند.» دیمیتری پسکوف، سخنگوی کرملین، هرگونه ارتباط بین این گروه و روسیه را رد و تأکید کرده‌است، این مسئله مشکل داخلی آلمان است و ربطی به کرملین ندارد.
هاینریش پرینتس رویس چهاردهم از خویشاوندان وی پس از دستگیری رویس در سال ۲۰۲۲ رویس را «پیرمرد گیج» و «یک شخصیت حاشیه ای» خواند و اشاره کرد که آخرین وجه مشترک آنها این است که با او در اوایل قرن نوزدهم زندگی می‌کرد. او گفت که رفتار رویس یک «فاجعه» برای خانواده بود. او معتقد است که دیدگاه‌های ضد دولتی رویس ناشی از عصبانیت او از سیستم قضایی آلمان به دلیل ناکامی در به رسمیت شناختن ادعاهای وی در مورد اموال خانوادگی مصادره شده در پایان جنگ جهانی دوم است.